# Idia occidentalis
Idia occidentalis là một loài bướm đêm thuộc họ Noctuidae. Nó được tìm thấy ở miền nam Alberta và British Columbia, phía nam đến Colorado, Arizona và California.
It was formerly considered a subspecies của Idia lubricalis.
Sải cánh dài khoảng 30 mm. Con trưởng thành bay vào tháng 8 in the north.